# Cyanea superba
Espèce
Statut de conservation UICN

 EW  : Éteint à l'état sauvage
Cyanea superba est une espèce rare de plantes de la famille des Campanulaceae connue sous le nom vernaculaire anglais de Mt. Kaala cyanea et superb cyanea. Elle est endémique à l'île d'Oahu dans l'archipel d'Hawaï mais elle a maintenant disparu à l'état sauvage. Elle existe encore comme plante cultivée et certains spécimens ont été plantés dans des habitats adéquats. Il s'agit d'une espèce en voie de disparition sur la liste fédérale des États-Unis. Comme d'autres Cyanea, elle est connue sous le nom de haha en hawaïen.
Ce Cyanea était connu pour habiter les forêts des Monts Waianae et Ko'olau sur l'île d'Oahu. Il y en avait deux sous-espèces. La sous-espèce regina n'a pas été vue depuis 1932 et est considérée comme éteinte. Des échantillons de la sous-espèce superba avaient été recueillis au xixe siècle, mais on n'en avait pas revu jusqu'à sa redécouverte en 1971. Dans les années 1970, il y avait environ 60 individus sauvages en vie. Au moment où la plante a été considérée comme en danger en 1991, il n'y en avait plus qu'une vingtaine d'individus. Ils ont lentement disparu et le dernier est mort en 2002.
La plante est cultivée dans un certain nombre d'endroits à Hawaï. Elle a été plantée en divers endroits de l'île, souvent clos et dans des zones protégées. Beaucoup de plants ont survécu, fleuri et ont donné des graines viables qui ont pu être semées. L'armée américaine a recueilli plus de 50 000 graines de ces plantes et les a stockées.
Cette plante a disparu à la suite d'un certain nombre de facteurs, dont surtout la destruction de son habitat et la dégradation par les cochons sauvages, les rats et l'introduction d'espèces de limaces. Elle a aussi affronté la concurrence d'espèces végétales envahissantes, comme le bancoulier (Aleurites moluccana), le chêne soyeux d'Australie (Grevillea robusta) et le faux-poivrier (Schinus terebinthifolius). Certains facteurs continuent de menacer les individus qui ont été plantés dans son habitat naturel, tels que les incendies allumés pendant les exercices militaires et les incendies criminels.